# Jakobi tänav
La rue Jakobi (estonien : Jakobi tänav) est une rue de Tartu en Estonie.

## Présentation
La rue Jakobi part de la rue Ülikooli tänav, et se termine à l'intersection de la rue Kreutzwaldi tänav et de Laulupeo Puistee au bord du parc Tähtvere, puis elle est prolongée par la rue Kreutzwaldi tänav.
La rue Jakobi s'étend du sud-est au nord-ouest et mesure 770 m de long.

## Lieux et bâtiments

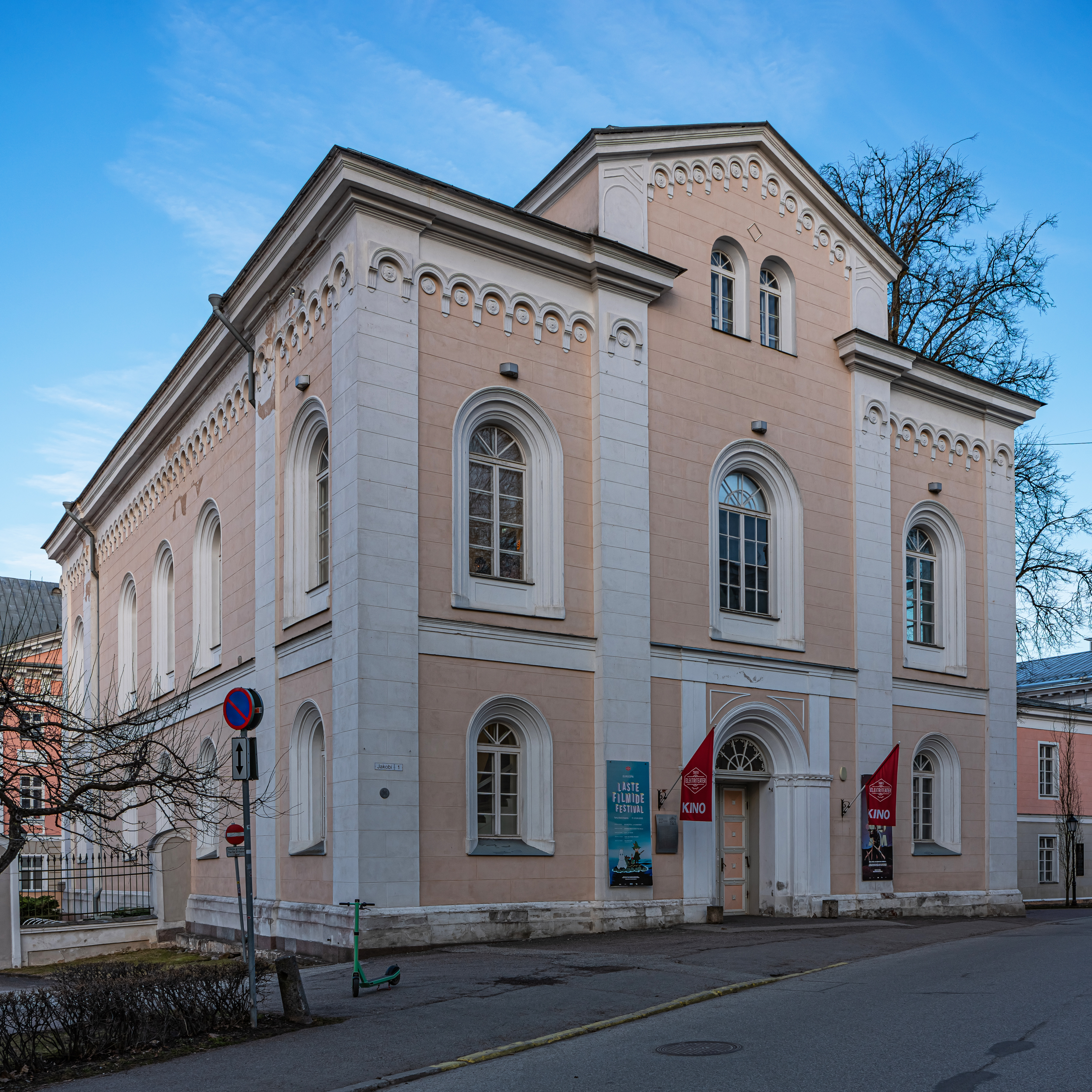
Jakobi 1. Église de l'université
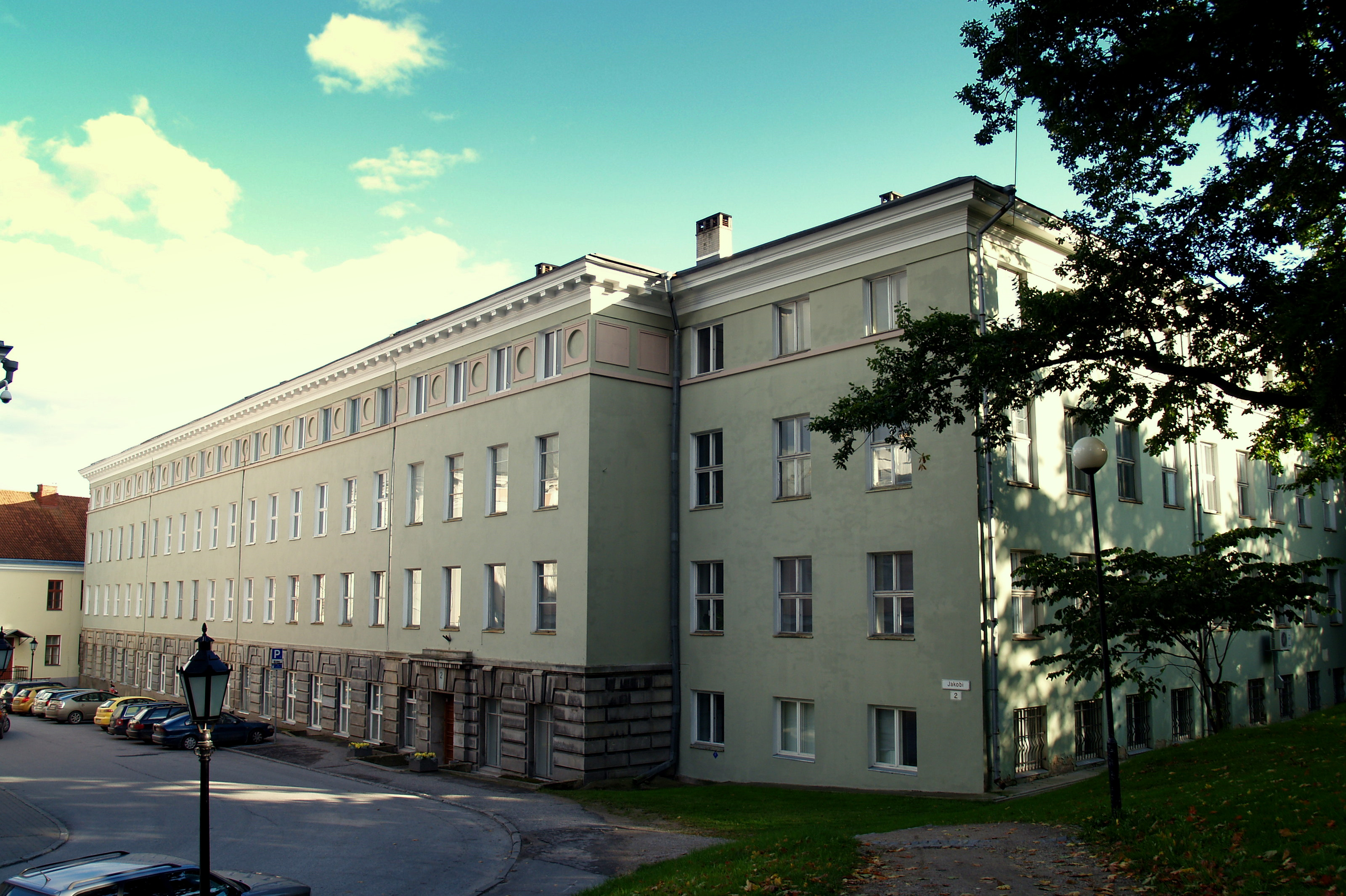
Jakobi 2.
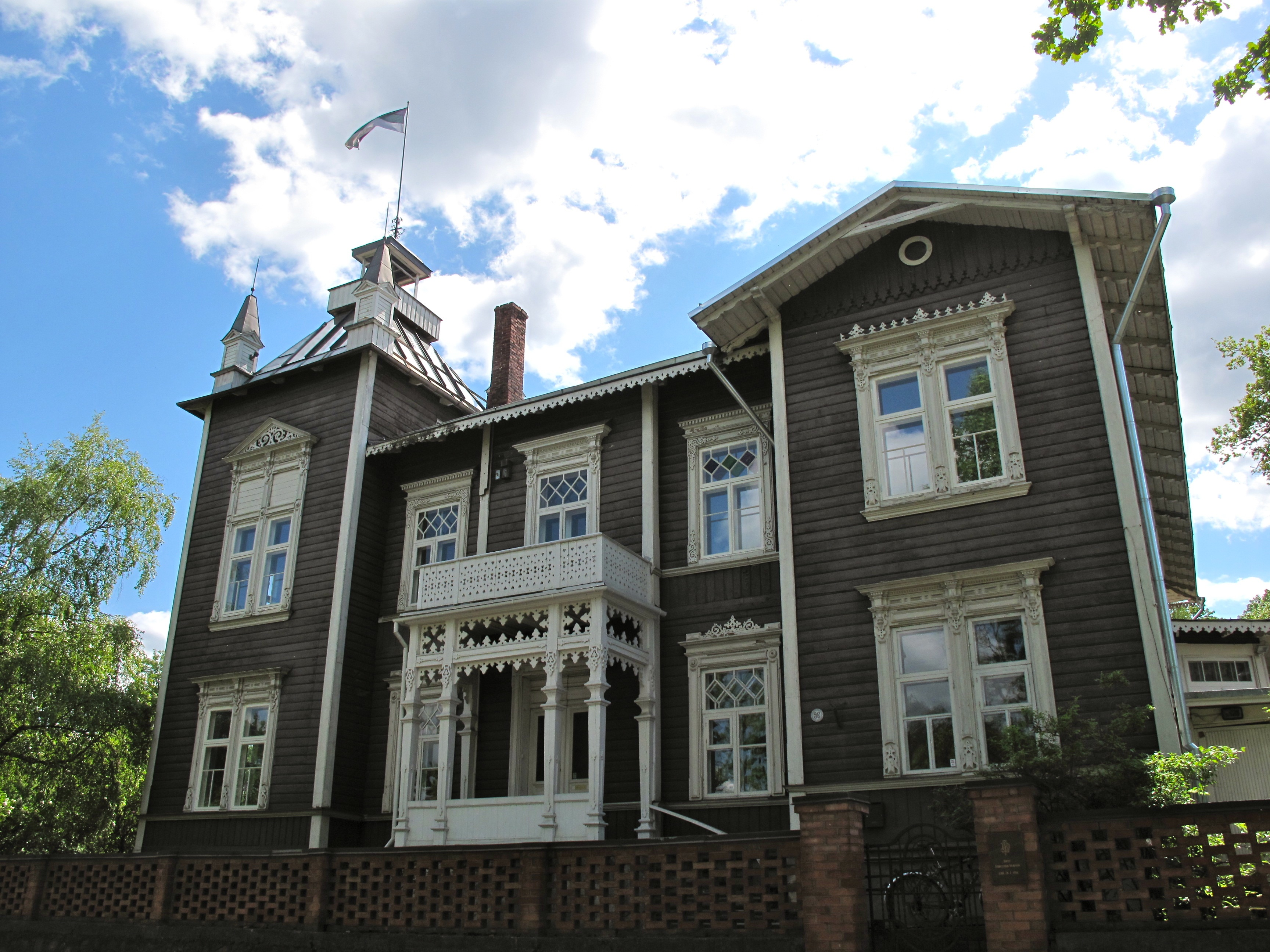
Jakobi 52.
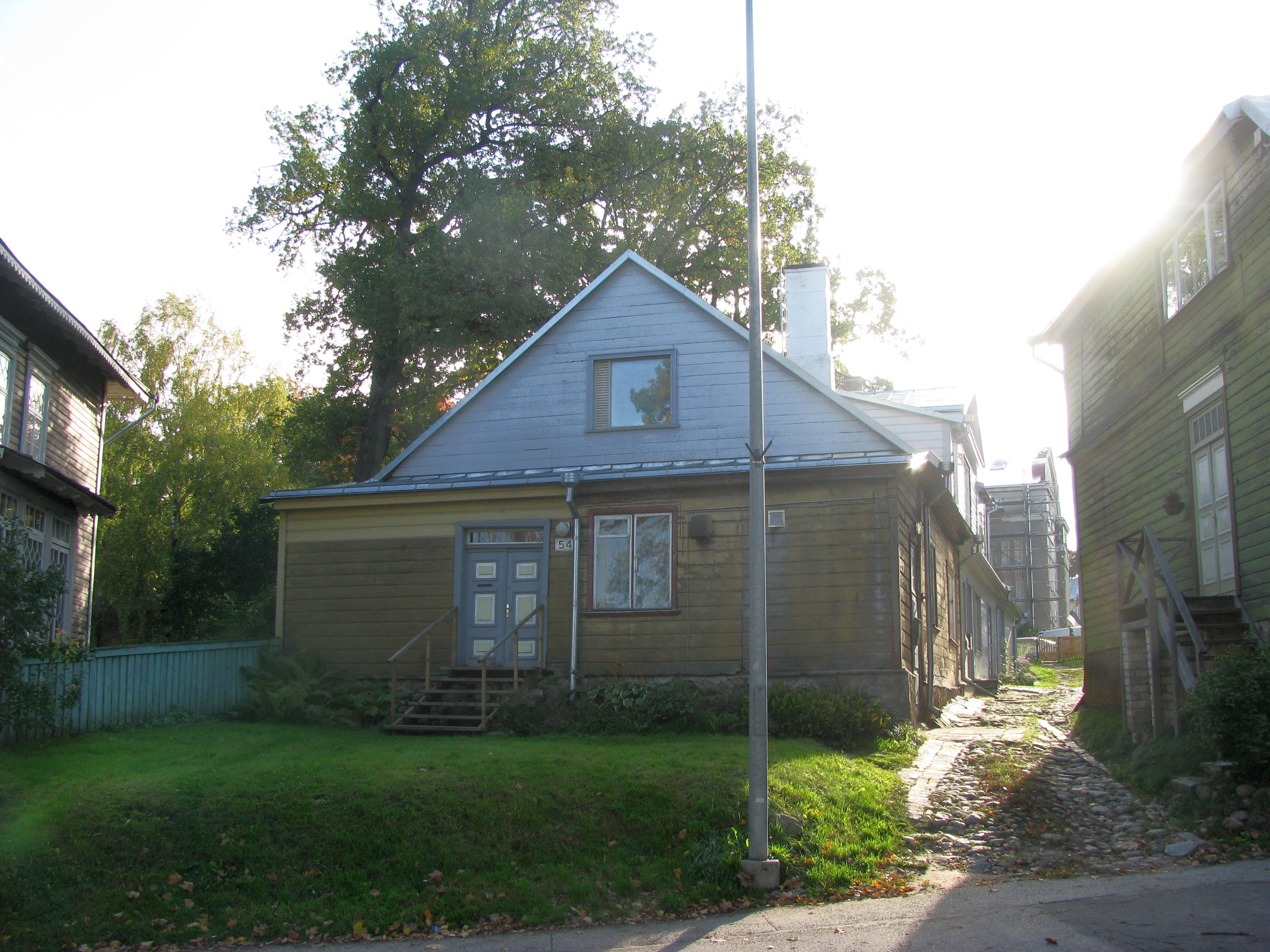
Jakobi 54